# Zanna capensis
Zanna capensis är en insektsart som beskrevs av Victor Lallemand 1966. Zanna capensis ingår i släktet Zanna och familjen lyktstritar. Inga underarter finns listade i Catalogue of Life.